# Dolichoplia longiqua
Dolichoplia longiqua är en skalbaggsart som beskrevs av Marc Lacroix 1998. Dolichoplia longiqua ingår i släktet Dolichoplia och familjen Melolonthidae. Inga underarter finns listade i Catalogue of Life.